# Goorkha Craters
Die Goorkha Craters (englisch für Gurkhakrater) sind eine 8 km lange Reihe unverschneiter Hügel im Australischen Antarktis-Territorium. In der Britannia Range des Transantarktischen Gebirges ragen sie 3 km westlich des in den benachbarten Cook Mountains liegenden Cooper-Nunataks zwischen dem Carlyon- und dem Darwin-Gletscher auf.
Teilnehmer der Discovery-Expedition (1901–1904) unter der Leitung des britischen Polarforschers Robert Falcon Scott entdeckten und benannten sie. Die Benennung erfolgte im Kontext mit derjenigen der Kukri Hills.